# 384-я пехотная дивизия (вермахт)
384-я пехотная дивизия (нем. 384. Infanterie-Division) — тактическое соединение сухопутных войск вооружённых сил нацистской Германии периода Второй мировой войны.

## История
Дивизия образована 10 января 1942 года в районе города Кёнигсбрюке земли Саксония (Германия). В июне 1942 года отправлена на Восточный фронт в составе группы армий «Юг», участвовала во второй битве за Харьков. В рамках операции «Блау» с августа 1942 года сражалась под Сталинградом в составе 6-й армии и 11-го армейского корпуса.
23 ноября 1942 года дивизия вместе с 6-й армией была окружена под Сталинградом.
По советским разведывательными данным в окружённую группировку противника входил 11-й армейский корпус состоявший из 376-й, 44-й, 384-й пехотных дивизий.
Окружённая под Сталинградом 6-я немецкая армия и оперативно подчинённые ей соединения и части обороняли район протяжённостью почти 60 км с востока на запад и 30-35 км с севера на юг общей площадью около 1400 кв. км. Район был разделён на пять оборонительных секторов. За западный сектор обороны нёс ответственность 11-й армейский корпус.
В составе группировки войск 6-й немецкой армии в районе Мариновка, Басаргино, Большая Россошка, на которую был направлен главный удар советской 65-й армии с примыкавшими к его флангам ударных группировок 21-й и 24-й армий с целью её расчленения и последующего уничтожения по частям, имелись соединения, которые испытали удары советских войск ещё во время боев в излучине Дона. Серьёзные потери они также понесли в период подготовки к операции. Эти соединения впоследствии и дали наибольшее количество пленных и перебежчиков: 76, 44, 376, 384-я (последняя из-за больших потерь к началу января 1943 года была расформирована) пехотные и 14-я танковая дивизии.